# Grotte de Križna

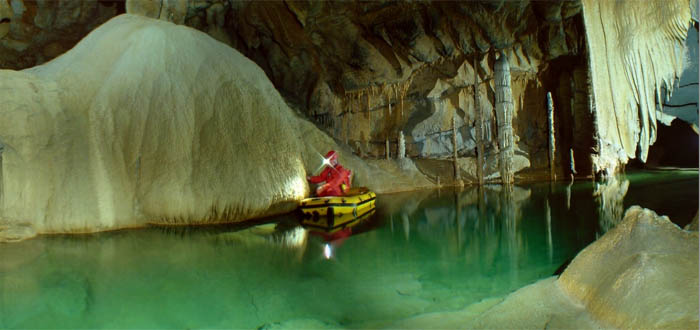
Grotte de Križna jama.

La grotte de Križna (Križna jama ou Grotte de la Croix), est une grotte longue de plus de 8 kilomètres située à Loška Dolina non loin du lac de Cerknica en Slovénie. 
Cette grotte touristique, la seconde en taille du pays après la grotte de Postojna, est reconnue pour son complexe constitués de nombreux lacs souterrains à l'eau cristalline de couleur émeraude,,.

## Historique
La grotte fut explorée et décrite en 1832 mais de nombreuses parties ne furent découvertes qu'en 1926 par un slovène. 
En 1878, alors que la région faisait toujours partie de l’empire d'Autriche-Hongrie, une expédition menée par Ferdinand von Hochstetter, un membre de l'académie de Vienne, y découvrit les restes de plus de 100 ours des cavernes. Deux de ces ours sont visibles au musée d'histoire naturelle de Vienne.

## Description
Au niveau de la salle de Kalvarija, symbolique grâce à ses stalactites et stalagmites,  la grotte se divise en deux branches. Celle de Blata se dirige vers le nord et celle de Pisani rov vers le nord-est. L'accès à certaines salles nécessite l’utilisation de bateaux. La plus grande salle se nomme Kristalna gora (Montagne de Crystal). La grotte abrite également 44 espèces d’animaux cavernicoles ce qui en fait une des plus riches au monde par son nombre d’espèces. On y trouve ainsi des chauves-souris, des crustacés et divers insectes dont des araignées.

## Tourisme
Une partie de la grotte est accessible aux touristes grâce à une visite guidée d’une heure qui se cantonne dans les parties sèches de la grotte mis à part une petite incursion sur un bateau. 
Une visite de quatre heures est également proposée par réservation mais celle-ci nécessite un équipement complet de spéléologie car elle entre au cœur même de la grotte. Une exposition présente les restes de quelques ours des cavernes,.